# Logia Masónica de Crane Hill
La Logia Masónica de Crane Hill es un histórico edificio masónico ubicado en Crane Hill, Alabama, Estados Unidos. Actualmente se sigue utilizando como salón masónico.

## Historia
La edificación fue construida en 1904 y tiene estructura de "fachada a dos aguas independiente". Históricamente se usó como sala de reuniones, como escuela, como vivienda múltiple y como tienda departamental.
El edificio fue incluido en el Registro de Monumentos y Patrimonio de Alabama en febrero de 1999 y en el Registro Nacional de Lugares Históricos en 2001.